# Pateryk Kijowsko-Pieczerski

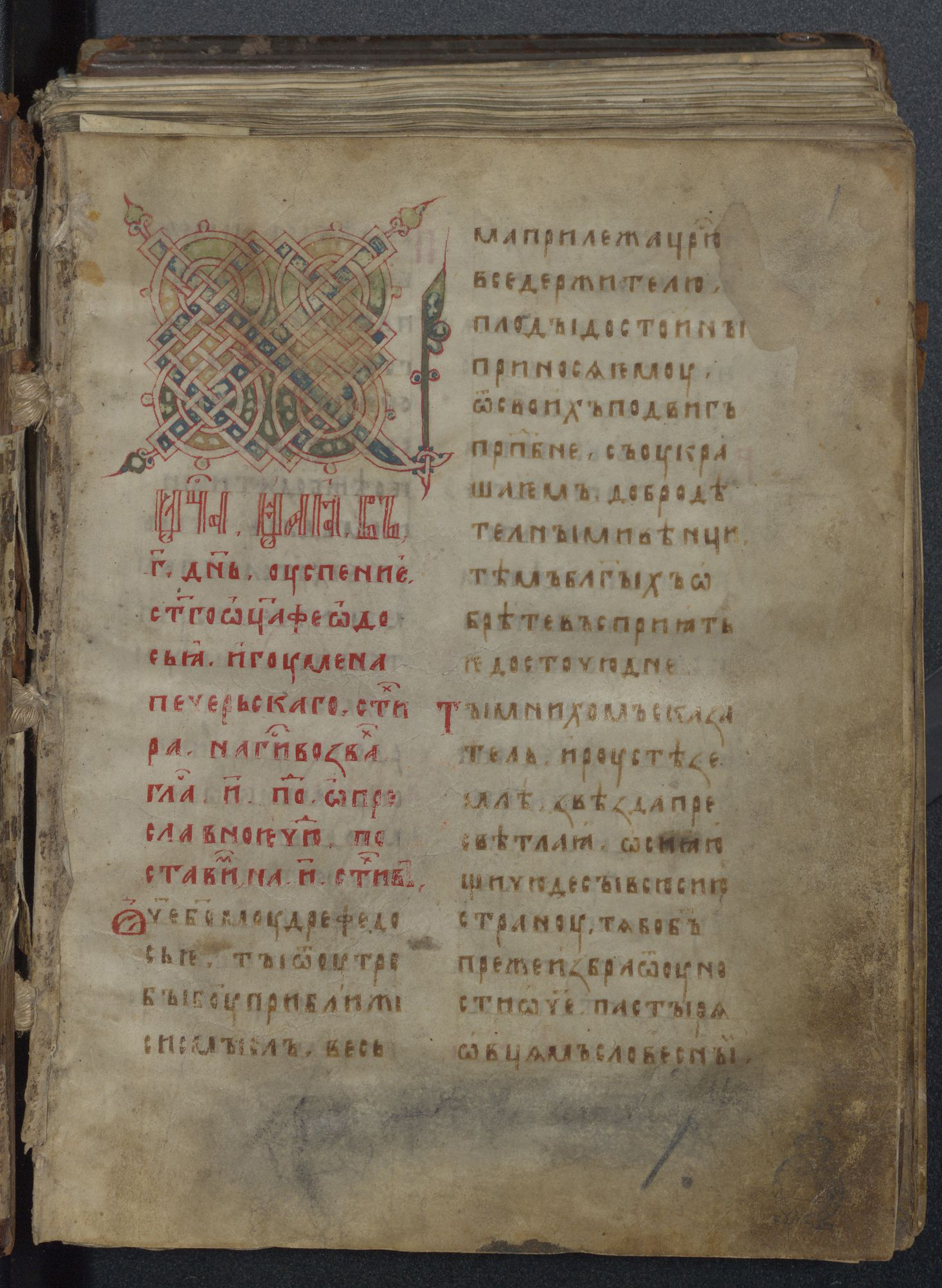
Pierwsza strona rękopisu ze zbiorów Rosyjskiej Biblioteki Narodowej

Pateryk Kijowsko-Pieczerski (oryg. Києво-Печерський патерик), pełny tytuł: Pateryk Kijowsko-Pieczerski, czyli opowieści o świętych ojcach w pieczarach kijowskich położonych – zabytek literatury staroruskiej, zbiór opowieści o mnichach monasteru kijowsko-pieczerskiego, późniejszej ławry. Jedno z najoryginalniejszych dzieł ruskiej literatury hagiograficznej. Jego podstawę stanowią teksty spisane przez biskupa włodzimierskiego i suzdalskiego Szymona oraz mnicha monasteru kijowsko-pieczerskiego Polikarpa, uzupełniane w ciągu wieków o kolejne biografie zakonników.

## Okoliczności powstania utworu

### Korespondencja między biskupem Symonem i mnichem Polikarpem

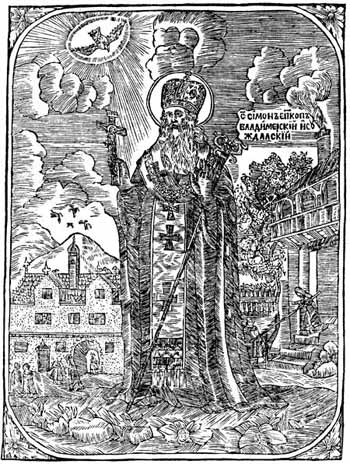
Święty Symon, biskup włodzimierski i suzdalski. Grawiura w XVI w.

Znany współcześnie Pateryk... powstał poprzez przeredagowanie korespondencji, jaką prowadzili w latach 20. XIII wieku mnich Polikarp i biskup włodzimierski i suzdalski Symon. Mimo wyraźnie wskazanego nadawcy i adresata, większość korespondencji miała charakter listów otwartych. Symon traktował pisane listy nie tylko jako formę duchowej i teologicznej edukacji Polikarpa, ale również jako sposób na propagowanie wiedzy o monasterze kijowskim (w którym był niegdyś zakonnikiem) i swoich koncepcji związanych z duchowieństwem. Miało to związek z utratą pierwotnego znaczenia Kijowa jako ośrodka administracyjnego i duchownego. Opis życia wybranych zakonników z monasteru kijowsko-pieczerskiego miał uratować ich losy przed zapomnieniem i przypominać o dawnej świetności klasztoru. Tadeusz Kołakowski pisze również, że udowodnienie znaczenia klasztoru w listach miało uzasadnić przyszłe ingerowanie jego reprezentantów w sprawy państwowe i supremację monasteru w życiu duchowym Rusi.
Najstarszą zachowaną do naszych czasów częścią wymiany listów między Szymonem i Polikarpem jest ustęp znany jako Posłanie Szymona, w którym biskup upomina swojego ucznia duchowego za nadmierne pragnienie władzy, które przejawiało się w usilnym zabieganiu o otrzymanie godności cerkiewnych, bez zezwolenia ihumena monasteru w Kijowie. Szymon przedstawia Polikarpowi dziewięć życiorysów mnichów z tego klasztoru, uznanych za świętych, by przekonać go, że sam fakt przynależności do tak zasłużonego monasteru powinien być dla niego powodem do szczęścia. Uzupełnia je o kilka legend dotyczących nieznanych bliżej początków klasztoru. W swoim tekście wykorzystuje wiadomości znane mu z własnego doświadczenia, z opowieści innych zakonników, ale również z kronik i imiennych spisów zmarłych.
Tworzenie kolejnych życiorysów mnichów podjął z kolei Polikarp. Posłanie, które następuje po tekście Szymona, zawiera spisanych przez niego 11 dalszych opowieści na ten temat. Polikarp zadedykował swoją pracę ihumenowi klasztoru Akindynowi. W odróżnieniu od Szymona Polikarp nie ujmuje swojego tekstu w formę listu, lecz otwarcie stwierdza, że celem spisania przez niego opowieści o zakonnikach jest utrwalenie pamięci o przypisywanych im cudach i znakach.

### RozwójPateryku...między XIII a XV wiekiem
Twierdzenia zawarte w korespondencji Szymona i Polikarpa pozwalają stwierdzić, że obydwaj autorzy zgodnie pragnęli stworzyć zestaw opowieści o uznanych za świętych mnichach kijowsko-pieczerskich. Jednak już po ich śmierci powstały w ten sposób tekst był nadal rozwijany i modyfikowany. Zakonnicy z klasztory pieczerskiego dodawali do niej powstałe w późniejszym okresie opowieści, inne zaś fragmenty skracali lub wykreślali. Celem tej pracy było oddanie w Pateryku... całokształtu historii klasztoru. Ludmiła Nodzyńska uważa, że nie można jednoznacznie określić, w którym momencie rozwoju tekst otrzymał miano, pod jakim znany jest obecnie. Tadeusz Kołakowski twierdzi natomiast, że tytuł ten pojawił się w 1462, w tzw. drugiej kasjanowskiej redakcji.

### RedakcjePateryku...powstałe w XV wieku
Na początku XV wieku, na polecenie biskupa twerskiego Arseniusza (dawniej żyjącego w Ławrze Pieczerskiej), opracowana została nowa redakcja Pateryku... Tekst ten, chociaż językowo zachowuje cechy oryginału, z bliżej nieznanych przyczyn dokonuje cięć w tekście, usuwając obydwa Posłania oraz fragmenty opowiadań (w tym cały ustęp poświęcony Alimpiemu). Zachowuje jednak część utworów autorstwa mnicha Nestora Kronikarza, niezwiązanych z pierwotnym Paterykiem...
W latach 1460 i 1462 mnich Kasjan z Ławry Pieczerskiej sporządził kolejne dwie redakcje, z których druga była znacznym poszerzeniem pierwszej (określane jako „pierwsza i druga redakcja kasjanowska”). Kasjan dostosował język tekstów do współczesnego mu czytelnika. Poważne różnice między obydwoma tekstami skłaniają niektórych badaczy do wniosku, że Kasjan był jedynie współautorem pierwszej wersji, za czym miałoby świadczyć wymienienie razem ze spisem treści pierwszej redakcji innego mnicha imieniem Jan. Redakcja kasjanowska druga stanowiła najczęściej powtarzającą się podstawę wydań drukowanych (pierwsze w 1661 w Kijowie). W porównaniu z pierwotnym brzmieniem tekstu Pateryka... redakcja kasjanowska druga dokonuje poważnych zmian w stylistyce i leksyce: usuwa liczne wyrazy ruskie na rzecz cerkiewnosłowiańskich, czyni język tekstu bardziej patetycznym, dodaje wiele cytatów z Biblii.

### Paterykon
W 1635 ukazało się pierwsze tłumaczenie Pateryku... na język polski, dokonane przez biskupa mohylewskiego Sylwestra Kossowa i zatytułowane Paterykon, albo żywoty ss. Ojców Pieczerskich. Kossów przetłumaczył Pateryk... z myślą o wykorzystaniu go jako argumentu w dyskusjach między prawosławnymi a unitami, w szczególności dla wykazania całkowitej odrębności tradycji chrześcijaństwa ruskiego od Rzymu. Przy opracowywaniu tekstu opatrzył go szerokim komentarzem, odwołującym się do latopisów i kronik ruskich i polskich, objaśniając nieścisłości utworu w odniesieniu do wydarzeń historycznych. Swój przekład Kossów zadedykował Adamowi Kisielowi.
Redakcja Kossowa, opracowywana na podstawie kasjanowskiej drugiej, modyfikuje język i styl oryginału w podobnym duchu – łagodzi zbyt ostre sformułowania, uwzniośla słownictwo i styl, stosuje skomplikowane figury retoryczne. Wpływ na kształt przekładu Kossowa miała znana mu twórczość Piotra Skargi. Mimo tych istotnych odstępstw od pierwotnego brzmienia Pateryku... to przekład Kossowa stał się jego najpoczytniejszą wersją w XVII i XVIII wieku, a także podstawą dla kolejnych tłumaczeń na język ukraiński i język rosyjski.
Dalsze wydania Pateryku... stanowiły powtórzenie tekstów zawartych w redakcjach wcześniejszych. W naukowych opracowaniach powstałych w XX wieku stosowany jest tylko tekst pierwotny.

## Treść
Pateryk Kijowsko-Pieczerski w rozumieniu naukowej literatury przedmiotu, tj. tekst opracowany przez Symona i Polikarpa bez późniejszych modyfikacji, zawierał następujące części:

### Legendy o powstaniu monasteru kijowsko-pieczerskiego
- Pateryk pieczerski, który powiada o zbudowaniu cerkwi, iżby zrozumieli wszyscy, jako samego Pana zamysłem i wolą, a jego Przeczystej Matki modlitwą i życzeniem powstała i dokonała się Bogu przystojna, niebiosom podobna, wielka cerkiew pieczerska Bogurodzicy, archimandrytia całej ziemi ruskiej, którą jest ławra świętego i wielkiego ojca naszego Teodozego,
- Słowo o przyjściu majstrów cerkiewnych od Carogrodu do Antoniego i Teodozego,
- Słowo o tym, kiedy założona była cerkiew pieczerska,
- Słowo o przyjściu malarzy cerkiewnych z Carogrodu do ihumena Nikona,
- O Janie i Sergiuszu cud niezwykły, który w Boskiej Pieczerskiej cerkwi był przed cudowną ikoną Bogurodzicy,
- Opowieść o świętym ołtarzu i o poświęceniu tej Wielkiej Cerkwi Matki Bożej,
- O okowaniu grobowca świątobliwego ojca naszego Teodozego Pieczerskiego.

### Opowieści o zakonnikach zredagowane przez Symona

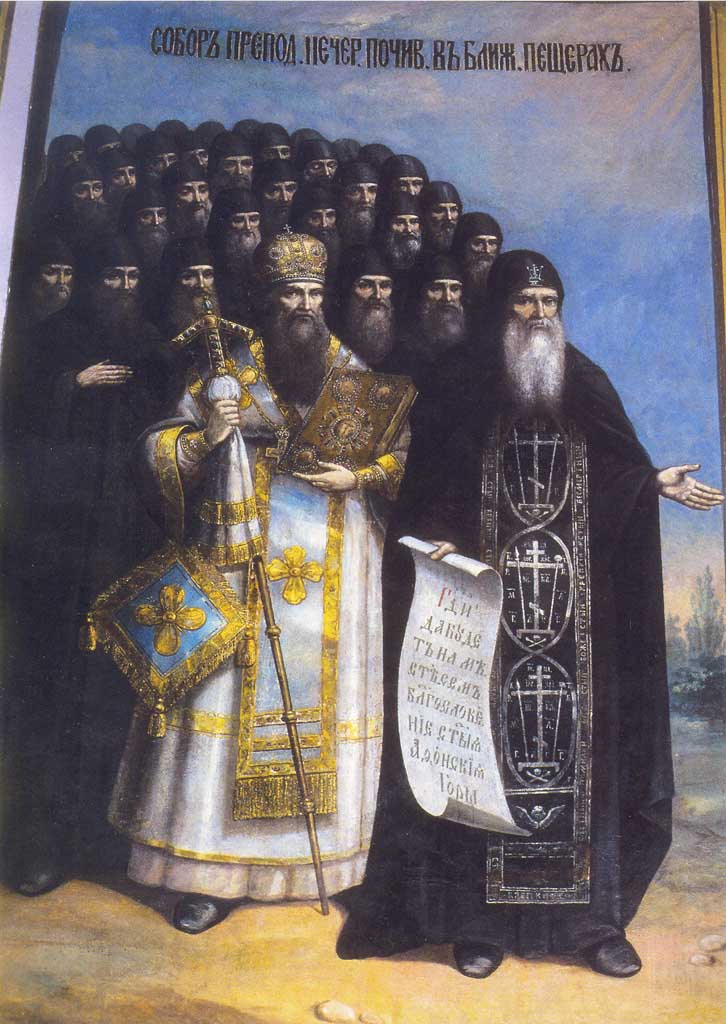
Fresk przedstawiający sobór ojców pieczerskich spoczywających w Bliższych Pieczarach. Część przedstawionych na nim mnichów to bohaterowie opowieści zawartych w Pateryku Kijowsko-Pieczerskim

- Posłanie pokornego biskupa Włodzimierskiego i Suzdalskiego Symona do Polikarpa, czerńca pieczerskiego,
- Opowieść Symona, biskup Włodzimierskiego i Suzdalskiego, o świętych czerńcach pieczerskich. Dlaczego należy mieć nabożeństwo i miłość ku błogosławionym Antoniemu i Teodozemu, ojcom pieczerskim,
- O błogosławionym Eustratym Postniku,
- O pokornym i wielce cierpliwym Nikonie czerńcu,
- O świętym męczenniku Kukszy i o Pimenie Postniku,
- O świętym Atanazym Zatworniku, który umarł i znowu na drugi dzień ożył i przeżył lat 12,
- O błogosławionym Światoszy, kniaziu czernihowskim,
- O Erazmie czerńcu, który mienie swoje stracił na święte ikony i dzięki nim zbawienie zyskał,
- O Arecie czerńcu, któremu przez złodziejów ukradzione mienie za jałmużnę policzone zostało i przez to się zbawił,
- O dwóch braciach, Ticie popie i Ewagrym diakonie, powaśnionych między sobą.

### Opowieści o zakonnikach zredagowane przez Polikarpa
- Drugie posłanie, które do archimandryty naszego pieczerskiego Akindyna o świętych i błogosławionych czerńcach pieczerskich, braciach naszych, spisane przez Polikarpa, czerńca tegoż pieczerskiego monasteru,
- O Nikicie Zatworniku, który potem był biskupem w Nowogrodzie,
- O Laurentym Zatworniku,
- O świętym i błogosławionym Agapicie, lekarzu, który zapłaty nie chciał,
- O świętym Grzegorzu Cudotwórcy,
- O wielce cierpliwym Janie Zatworniku,
- O świątobliwym Mojżeszu Węgrzynie,
- O Prochorze Czerńcu, który modlitwą z ziela zwanego lebiodą chleby czynił, a z popiołu sól,
- O świątobliwym Marku Pieczarniku, którego rozkazania umarli słuchali,
- Słowo o świętych wielebnych ojcach Teodorze i Wasylu,
- O świątobliwym Spirydonie Proskurniku i Alimpim Ikonniku,
- O świątobliwym cierpiętniku ojcu Pimenie i tych, którzy przed śmiercią chcą stanu mniszego[19].

## Cechy utworu

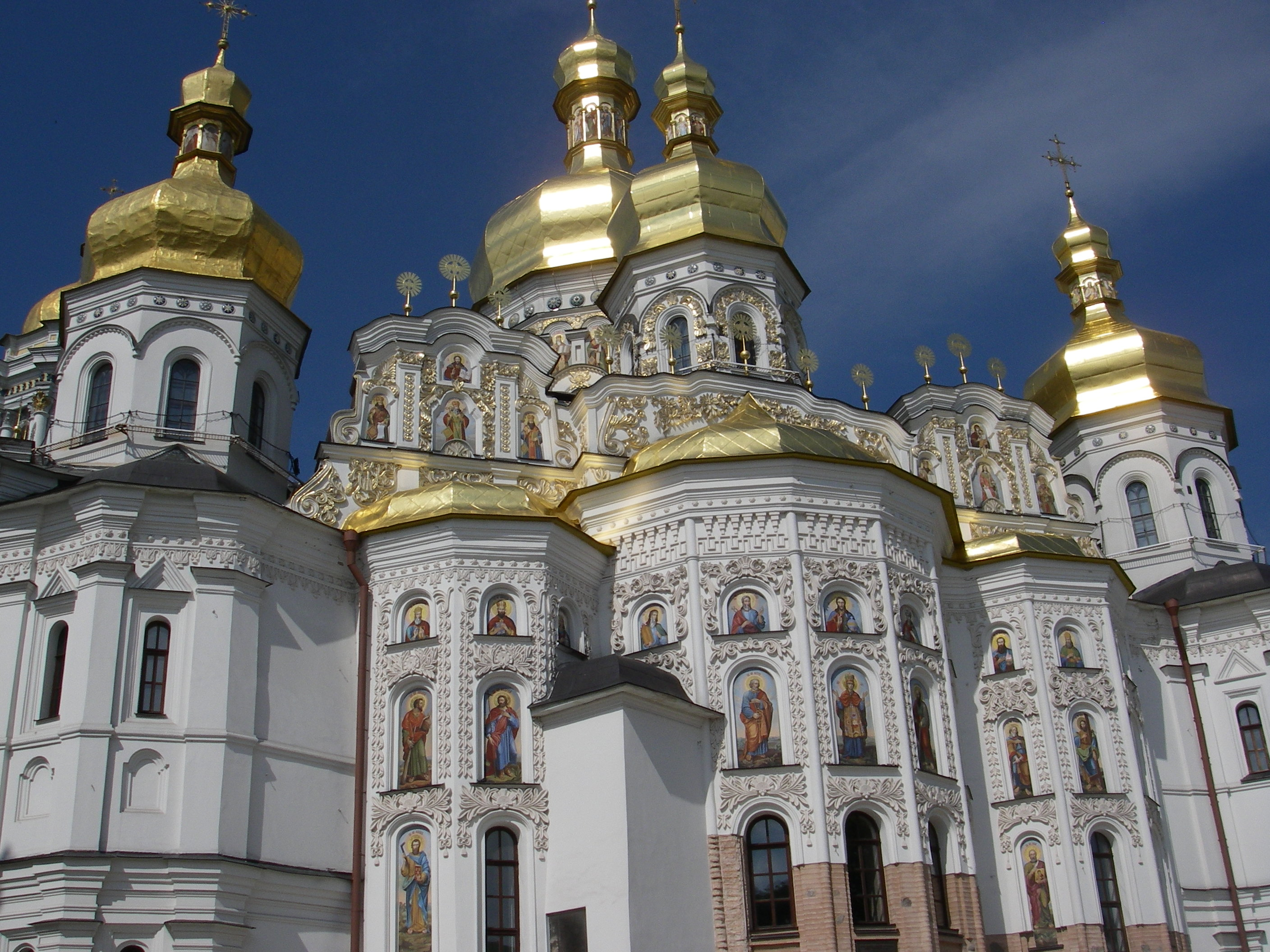
Ławra Pieczerska w Kijowie

### Styl tekstu
Poszczególne części Pateryku... wyraźnie różnią się między sobą stylistycznie. Teksty pisane przez Szymona wskazują na oczytanie w literaturze patrystycznej i dążenie do eleganckiego, podniosłego stylu. Styl ten zaciera się jednak, kiedy autor wspomina wydarzenia znane mu z osobistego doświadczenia lub z opowieści innych zakonników – są pisane w sposób znacznie prostszy. Fragmenty redagowane przez Polikarpa charakteryzują się większą ostrożnością w doborze cytatów, które autor stara się przedstawiać, powołując się na wiarygodne źródła. Z racji swojego przebywania w Kijowie w momencie pisania Polikarp miał szerszy niż Symon dostęp do archiwów klasztornych, jak również wierniej oddawał współczesne mu realia życia monastycznego. Jego opowieści o mnichach zbliżają się do konwencji ludowych opowiadań, co skłania niektórych badaczy do bezpośredniego wywodzenia ich z tradycji przekazu ustnego.

### Charakterystyka opowiadań
Opowiadania o mnichach klasztoru pieczerskiego łączą w sobie cechy relacji kronikarskich, opowieści ludowych przekazywanych ustnie, tekstów hagiograficznych (powszechna obecność istot nadprzyrodzonych, liczne widzenia i cuda) czy nawet ludowych opowiadań fantastycznych (charakterystyczne postacie diabłów w opowiadaniach Polikarpa). Wyraźnym źródłem inspiracji jest Pismo Święte, co przejawia się nie tylko w dużej ilości bezpośrednich cytatów, ale i w nawiązaniach fabularnych (podobieństwa między epizodami z życia mnichów a zdarzeniami z życia starotestamentowych proroków i przywódców). Wiele motywów cudów opisanych w utworze pojawia się w formie niemal niezmienionej również w innych podaniach o świętych powstałych na Rusi i później. Elementy stanowiące powielenie schematu hagiograficznego łączą się jednak ze szczegółowymi obrazami życia monastycznego, a w mniejszym stopniu także społeczeństwa Rusi, co czyni z Pateryku... wyjątkowe dzieło swojego gatunku.
Opowieści podejmują jednak również problemy szersze. Na przykładach zdarzeń z życia poszczególnych mnichów Pateryk Kijowsko-Pieczerski formułuje przesłanie w kwestii stosunków między wspólnotą monastyczną i władzą świecką; nie ukrywając, że występowały między nimi spory, jednoznacznie popiera mnichów. Opowiadania o poszczególnych zakonnikach mają charakter dość schematyczny. Powtarzając znane już wzorce hagiograficzne, skupiają się na podkreślaniu nadzwyczajnej bogobojności zakonników poprzez opisy praktykowanych przez nich form ascezy, a następnie czynionych przez nich cudów.

## ZnaczeniePateryku...
W historii literatury Pateryk Kijowsko-Pieczerski... jest przykładem procesu przenoszenia na grunt ruski wcześniejszych tradycji chrześcijańskiego Wschodu, w tym przypadku – określonego gatunku literatury hagiograficznej. Pateryk... był również dziełem bardzo popularnym na ziemiach ruskich, wysoko ocenianym również przez późniejszych literatów ukraińskich i rosyjskich.
Ludmiła Nodzyńska określa Pateryk Kijowsko-Pieczerski jako jedno z trzech – obok Powieści minionych lat i Żywota Teodozego Pieczerskiego podstawowych źródeł historycznych w badaniach nad chrystianizacją Rusi. Podkreśla jednak, że charakter wszystkich trzech tekstów, łączących hagiografię z relacją dotyczącą znanych autorowi faktów, wymaga ich specyficznego traktowania. Fakty przytaczane w Pateryku... muszą być konfrontowane z innymi materiałami źródłowymi oraz lokalizowane w szerszym kontekście tradycji monasteru pieczerskiego. Najbardziej cenne są ukazane w tekście obrazy z życia klasztoru, które – przy zachowaniu poetyki hagiograficznej – przekazują wiarygodny obraz formowania się tradycji monastycznej kijowskiej jako adaptacji na grunt ruski reguł życia opracowanych przez Teodora Studytę.